# 고금도

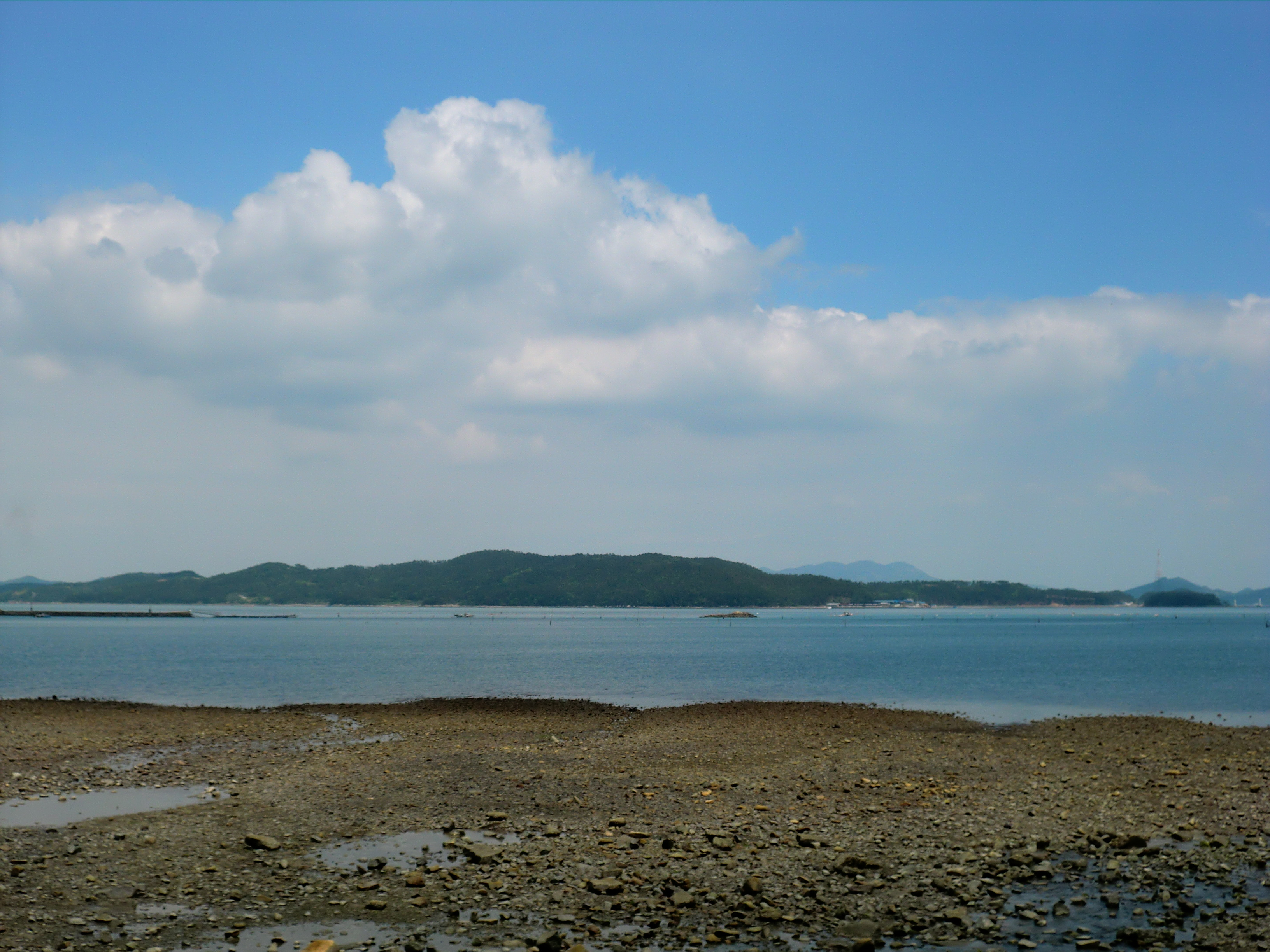
완도 장보고기념관에서 바라본 고금도

고금도(古今島)는 전라남도 완도군 고금면의 섬으로, 장흥반도 남쪽 해상에 있는 섬이다. 반도 남단과의 최단 거리는 약 800ｍ, 서쪽 완도와는 약 2km, 동쪽 조약도와는 약 300ｍ씩 각각 떨어져 있다. 해안선 길이 54.5km, 면적은 40.1km2이고 섬의 북서 반부에는 고도 143ｍ, 226ｍ, 215ｍ의 급경사한 여러 암석산이 솟아 산지를 이루고 동남 반부는 낮고 평평하다.
주변 바다는 어장으로서 특히 봄과 여름에는 남해성 어족이 산란하기 위해서 이 근방으로 몰려와 어로작업이 성황을 이룬다. 굴·김의 양식업과 수산 가공업이 발달하여 있다.
문화재로는 이충무공유적지 충무사가 있으며 강진군 마량면, 완도군 약산면, 완도읍과 3개의 다리로 연결되어 있다.